# PNRC1
PNRC1 (англ. Proline rich nuclear receptor coactivator 1) – білок, який кодується однойменним геном, розташованим у людей на короткому плечі 6-ї хромосоми. Довжина поліпептидного ланцюга білка становить 327 амінокислот, а молекулярна маса — 35 225.
| 10         |  | 20         |  | 30         |  | 40         |  | 50         |
| ---------- |  | ---------- |  | ---------- |  | ---------- |  | ---------- |
| MTVVSVPQRE |  | PLVLGGRLAP |  | LGFSSRGYFG |  | ALPMVTTAPP |  | PLPRIPDPRA |
| LPPTLFLPHF |  | LGGDGPCLTP |  | QPRAPAALPN |  | RSLAVAGGTP |  | RAAPKKRRKK |
| KVRASPAGQL |  | PSRFHQYQQH |  | RPSLEGGRSP |  | ATGPSGAQEV |  | PGPAAALAPS |
| PAAAAGTEGA |  | SPDLAPLRPA |  | APGQTPLRKE |  | VLKSKMGKSE |  | KIALPHGQLV |
| HGIHLYEQPK |  | INRQKSKYNL |  | PLTKITSAKR |  | NENNFWQDSV |  | SSDRIQKQEK |
| KPFKNTENIK |  | NSHLKKSAFL |  | TEVSQKENYA |  | GAKFSDPPSP |  | SVLPKPPSHW |
| MGSTVENSNQ |  | NRELMAVHLK |  | TLLKVQT    |  |            |  |            |

A: Аланін

C: Цистеїн

D: Аспарагінова кислота

E: Глутамінова кислота

F: Фенілаланін

G: Гліцин

H: Гістидин

I: Ізолейцин

K: Лізин

L: Лейцин

M: Метіонін

N: Аспарагін

P: Пролін

Q: Глутамін

R: Аргінін

S: Серин

T: Треонін

V: Валін

W: Триптофан

Кодований геном білок за функцією належить до активаторів. 
Задіяний у таких біологічних процесах, як транскрипція, регуляція транскрипції, альтернативний сплайсинг. 
Локалізований у ядрі.